# 達氏鮰
達氏鮰為輻鰭魚綱鯰形目北美鯰科的其中一種，分布於中美洲墨西哥Turbio及Ayuquila河流域。